# ポークステーキ

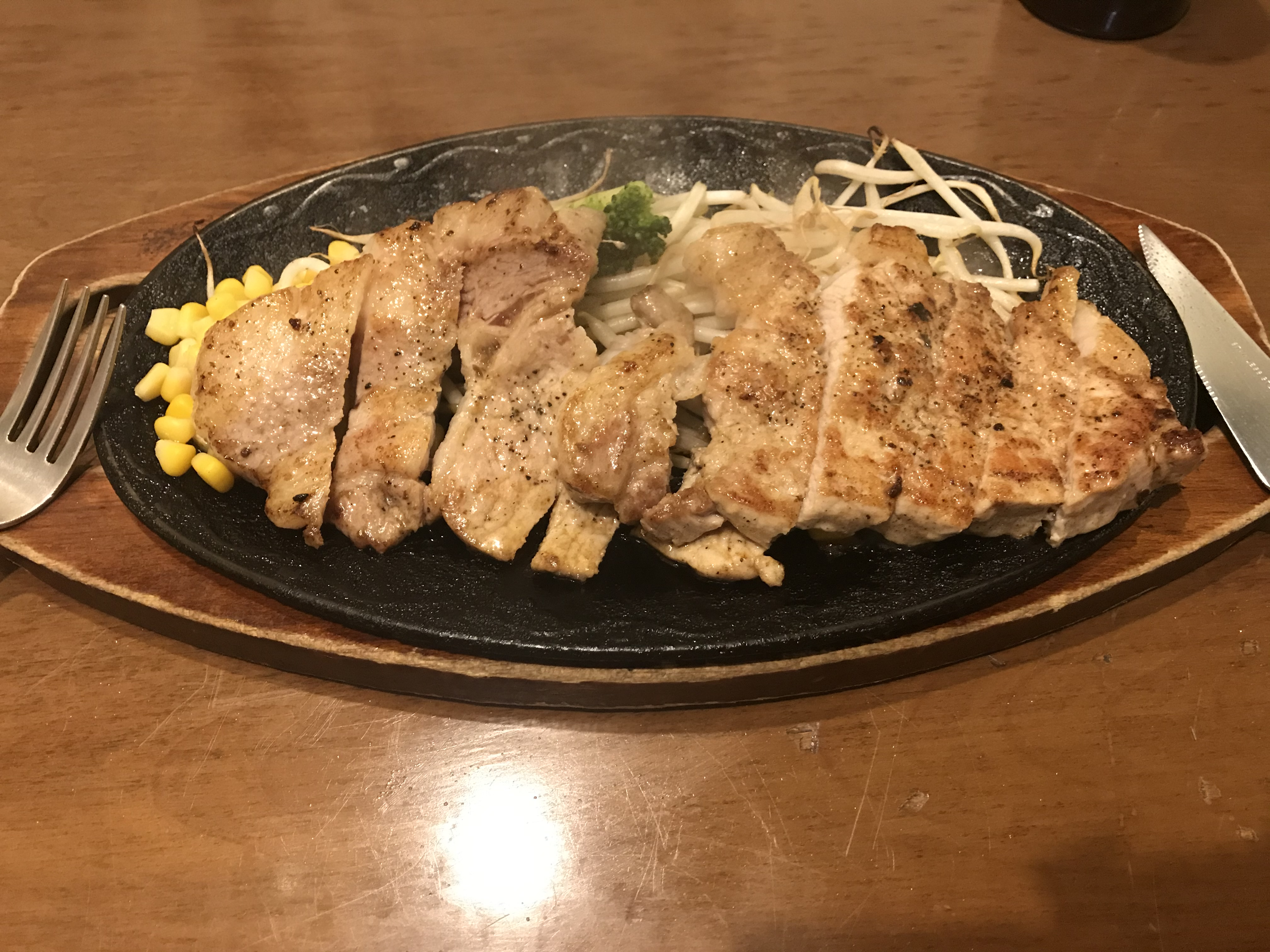
ポークステーキ

ポークステーキ(Pork steak)は、ブタの肩肉を用いたステーキであり、ボストンバットとも呼ばれる。
記載は1739年に遡るが、肉の切り分け方や調理法の詳細は分かっていない。
プルドポークと同じ切り分け方をした肩肉を使う。コラーゲン含量が多いため、長時間の加熱をしなくても非常に硬くなることがある。このため、通常のビーフステーキと比べてゆっくり調理し、調理中にバーベキューソースで煮込むこともよくある。安価な料理と考えられており、しばしば安売りもされる。

## 関連文献
- Robert F. Moss, "The Unexpurgated History of Pork Steaks", June 28, 2020